# Mi diario (María Sánchez Arbós)
Mi diario, publicado en México en 1961, es la recopilación y edición de las notas de la pedagoga y maestra española María Sánchez Arbós sobre su práctica educativa entre el 16 de noviembre de 1918 y el 4 de octubre de 1959.

## Contexto
La carrera profesional de Sánchez Arbós se puede dividir entre etapas. La primera (1912-1930) se inició con su nombramiento en La Granja de San Ildefonso y su formación académica en Filosofía y Letras y en la Escuela Superior de Magisterio. Durante este período, estableció vínculos con la Institución Libre de Enseñanza a través del Museo Pedagógico Nacional y su director, Manuel Bartolomé Cossío, y con la Residencia de Señoritas, donde obtuvo una beca. Después se convirtió en maestra del Instituto-Escuela en 1918. Su labor en las Escuelas Normales de La Laguna, así como en el Instituto y la Universidad de La Laguna, destacó por la introducción de prácticas pedagógicas innovadoras, lo que le generó la oposición del conservadurismo local. En 1926, regresó a Huesca, su ciudad natal, incorporándose a la Escuela Normal. Su segunda fase (1930-1938) comenzó en 1930, cuando obtuvo una plaza en el Grupo Escolar Menéndez Pelayo de Madrid, y en 1933 asumió la dirección del nuevo Grupo Escolar Giner de los Ríos, alcanzando un momento de relevancia profesional que se vio interrumpido por la guerra civil española, de la que dejó constancia en Mi diario. La última fase (1939-1959) abarcó los últimos años de su carrera. Tras la guerra, permaneció unos meses en la cárcel de Ventas y, al salir, se vio afectada por un proceso de depuración que la apartó de la enseñanza pública. Impartió clases particulares y en centros privados. En 1952, fue rehabilitada y asignada a Daganzo de Arriba, aunque esta experiencia no le resultó satisfactoria. Finalmente, recuperó su plaza en Madrid, en el Instituto Isabel la Católica, donde ejerció hasta su jubilación en 1959.

## Publicación
Mi diario fue autopublicado en México en 1961 ya que temía la censura de la dictadura franquista. La edición tuvo una tirada limitada de apenas 100 ejemplares, destinados a su círculo más cercano. Se compone de una selección de notas que recopiló a lo largo de su vida profesional, transcritas de su cuaderno personal. Estas notas, que abarcan desde 1918 hasta su jubilación en 1959, fueron editadas y recortadas libremente por la autora, conformando el núcleo central de la obra. Además de estas notas, hay una segunda parte compuesta por artículos que Sánchez Arbós había publicado previamente en el Boletín de la Institución Libre de Enseñanza entre 1932 y 1936.

## Sinopsis
Sánchez Arbós expuso su ideario pedagógico en Mi diario. En él relata su experiencia como directora del Grupo Escolar Francisco Giner, que se inauguró el 14 de abril de 1933 en la Dehesa de la Villa. Logró crear una escuela innovadora y alegre, centrada en fomentar los trabajos manuales, la lectura, el uso de la biblioteca y el juego, proporcionando un entorno en el que los niños disfrutaban y se sentían más cómodos que en sus hogares ya que la mayoría de los alumnos provenía de familias trabajadoras con escasos recursos económicos. Contó para ello con un equipo de maestros altamente comprometidos y vocacionales.
La disciplina se lograba mediante el respeto que los maestros mostraban hacia los niños, adoptando una actitud comprensiva, imparcial y preocupada por su bienestar, sin ser excesivamente permisiva. Los niños aceptaban correcciones e incluso castigos cuando entendían que estos eran para su beneficio. No se buscaba ser condescendiente ni demasiado afectuoso, sino riguroso e imparcial, manteniendo siempre el respeto hacia el niño. El objetivo era formar integralmente al alumno, no solo enseñarle contenidos, sino también guiarle en su desarrollo personal y en la formación de su carácter. El papel del maestro no era transformar, sino orientar.
Su pedagogía se centró en la formación integral de los alumnos, promoviendo el desarrollo pleno de su personalidad. Para lograrlo, implementó una metodología flexible y adaptada a las necesidades individuales de cada estudiante, reconociendo que cada niño tiene ritmos y circunstancias únicas. Además, fue una firme defensora de la flexibilidad horaria, consciente de las múltiples limitaciones que enfrentaban los niños provenientes de familias pobres. Esta adaptación en los horarios buscaba facilitar su asistencia a clases, asegurando que la educación fuera accesible para todos, independientemente de su situación socioeconómica. También se buscaba una formación integral de los alumnos, buscando el desarrollo pleno de su personalidad a través de una metodología flexible y adaptada a las necesidades individuales.